# Obudź się i śnij
Obudź się i śnij (tyt. oryg. Wake Up and Dream) – powieść fantastyczno-naukowa autorstwa brytyjskiego pisarza Iana Macleoda. Można ją zakwalifikować jako historię alternatywną. Została wydana po raz pierwszy w 2011 nakładem PS Publishing. W Polsce została wydana w 2015 przez wydawnictwo Mag w ramach serii Uczta Wyobraźni. Znalazła się w jednym tomie razem ze zbiorem opowiadań Tchorosty i inne wy-tchnienia, w tłumaczeniu Grzegorza Komerskiego. Zbiór nosi tytuł Obudź się i śnij. Tchorosty i inne wy-tchnienia. 
Dzieło zdobyło Nagrodę Sidewise za historię alternatywną w 2012.

## Fabuła
Lata 40. XX wieku. Ludzie odkryli, jak tworzyć filmy, które bezpośrednio przekazują widzowi emocje odczuwane przez bohaterów.  Głównym bohaterem jest alternatywny Clark Gable, detektyw bez licencji, który zostaje wynajęty przez żonę znanego reżysera. Gable ma udawać jej męża.